# Герић
Герић је презиме. Познати људи са овим презименом су:
- Андрија Герић (1977), српски одбојкаш
- Дејан Герић (1988), словеначки фудбалер
- Драгослава Герић (1947–2011), српска и југословенска кошаркашица